# Domaine de Hasunoike
Le domaine de Hasunoike (蓮池藩, Hasunoike-han) est un tozama daimyo du domaine féodal de l'époque d'Edo situé dans la province de Hizen, Kyūshū. Son territoire couvre les districts de Kanzaki, Kishima et Fujitsu ainsi qu'une partie des districts de Matsuura et de Saga : une superficie approximativement équivalente au district de Hasunoike, préfecture de Saga.

## Histoire
Le domaine de Hasunoike est à l'origine un sous-domaine du domaine de Saga, fondé pour Nabeshima Naozumi, cinquième fils de Nabeshima Katsushige, premier daimyō du domaine de Saga. Naozumi s'est vu attribuer des possessions d'une valeur de 52 000 koku. Le quartier général du domaine se trouve au sein du san-no-maru (troisième enceinte castrale) du château de Saga. Une structure séparée est plus tard érigée, un jin'ya dans  le district Hasunoike de la ville de Saga.
À l'origine, Hasunoike était soumis au sankin kōtai et traité comme s'il s'agissait d'un domaine indépendant. En 1730 cependant, le domaine sollicite du shogunat Tokugawa la permission de ne plus avoir à entreprendre de coûteux voyages à Edo. Cette permission lui est accordée.
Durant la trouble période du Bakumatsu, le shogunat Tokugawa ordonne à Nabeshima Naotada, 9e et dernier daimyō de Hasunoike, d'assurer la défense de la région de Nagasaki contre de possibles incursions de navires étrangers. Naotada se trouve ainsi contraint de lever et d'entraîner des troupes ainsi que de construire des défenses fortifiées côtières en 1854. Cet effort aggrave les finances déjà précaires du domaine qui ne peuvent être allégées que par le recours à l'emprunt. En 1864, Naotada envoie des troupes à Kyoto afin d'aider les forces des Tokugawa à maintenir l'ordre. Mais pendant la guerre de Boshin de la restauration de Meiji, il change de camp et se rallie à l'alliance Satchō et envoie les forces du domaine sous le commandement de son jeune frère pour combattre le Ōuetsu Reppan Dōmei et le reste des forces Tokugawa à Akita pour soutenir l'empereur Meiji.
Avec l'abolition du système han en 1871, le domaine de Hanusoike devient brièvement la « préfecture de Hanusoike » avant d'être intégré dans la nouvelle préfecture de Saga.
En 1884, Naotada et ses héritiers se voient attribuer le titre de vicomte (shishaku) dans le cadre du nouveau système nobiliaire kazoku japonais.

## Liste des daimyos
- Clan Nabeshima (tozama daimyo)

| No | Nom                           | Dates     | Titre          | Rang                    | Revenus     |
| -- | ----------------------------- | --------- | -------------- | ----------------------- | ----------- |
| 1  | Nabeshima Naozumi (鍋島直澄)  | 1642-1665 | Kai-no-kami    | 5e inférieur (従五位下) | 52 000 koku |
| 2  | Nabeshima Naoyuki (鍋島直之)  | 1665-1708 | Settsu-no-kami | 5e inférieur (従五位下) | 52 000 koku |
| 3  | Nabeshima Naonori (鍋島直称)  | 1708-1717 | Kai-no-kami    | 5e inférieur (従五位下) | 52 000 koku |
| 4  | Nabeshima Naotsune (鍋島直恒) | 1717-1749 | Settsu-no-kami | 5e inférieur (従五位下) | 52 000 koku |
| 5  | Nabeshima Naooki (鍋島直興)   | 1750-1757 | Kai-no-kami    | 5e inférieur (従五位下) | 52 000 koku |
| 6  | Nabeshima Naohiro (鍋島直寛)  | 1757-1773 | Settsu-no-kami | 5e inférieur (従五位下) | 52 000 koku |
| 7  | Nabeshima Naoharu (鍋島直温)  | 1774-1816 | Kai-no-kami    | 5e inférieur (従五位下) | 52 000 koku |
| 8  | Nabeshima Naotomo (鍋島直与)  | 1816-1845 | Settsu-no-kami | 5e inférieur (従五位下) | 52 000 koku |
| 9  | Nabeshima Naotada (鍋島直紀)  | 1845-1871 | Kai-no-kami    | 5e inférieur (従五位下) | 52 000 koku |